# Chris Totten
Chris Totten (Wishaw, 5 de diciembre de 1998) es un jugador de snooker escocés.

## Biografía
Nació en la localidad escocesa de Wishaw en 1998. Es jugador profesional de snooker desde 2017, aunque se cayó del circuito profesional en 2019 y no ha recuperado el puesto aún. No se ha proclamado campeón de ningún torneo de ranking, y su mayor logro hasta la fecha fue alcanzar los dieciseisavos de final en dos ocasiones, a saber: los del Abierto de Escocia de 2017 (perdió 0-4 frente a Neil Robertson) y los del Abierto de Irlanda del Norte de 2018 (1-4 ante Thepchaiya Un-Nooh). Tampoco ha logrado hilar ninguna tacada máxima.